# 오스마니 후안토레나
오스마니 후안토레나 포르투온도(스페인어·이탈리아어: Osmany Juantorena Portuondo, 1985년 8월 12일~)는 쿠바 출신 이탈리아의 배구 선수로 포지션은 아웃사이드 히터이다. 국제 대회에 쿠바와 이탈리아 대표팀 선수로 뛰었으며 2016년 하계 올림픽에서 은메달을 획득했다.
후안토레나는 FIVB 세계 클럽 선수권 대회 대회 최우수 선수상을 4회 수상했으며 최다 기록을 보유하고 있다.

## 개인사
삼촌인 알베르토 후안토레나는 쿠바 국가대표 육상 선수로 활동했다.